# Federico Serra
Federico Serra (Sassari, 28 de mayo de 1994) es un deportista italiano que compite en boxeo.
En los Juegos Europeos obtuvo dos medallas de bronce, en Minsk 2019 (49 kg) y en Cracovia 2023 (51 kg). Ganó una medalla de bronce en el Campeonato Europeo de Boxeo Aficionado de 2022.

## Palmarés internacional
| Juegos Europeos    | Juegos Europeos     | Juegos Europeos   | Juegos Europeos |
| Año                | Lugar               | Medalla           | Categoría       |
| ------------------ | ------------------- | ----------------- | --------------- |
| 2019               | Minsk (Bielorrusia) | Medalla de bronce | 49 kg           |
| 2023               | Nowy Targ (Polonia) | Medalla de bronce | 51 kg           |
| Campeonato Europeo |                     |                   |                 |
| Año                | Lugar               | Medalla           | Categoría       |
| 2022               | Ereván (Armenia)    | Medalla de bronce | 51 kg           |